# Elsa von Friesendorff
Elsa Eleonora von Friesendorff, tidigare  Friberg, född 21 februari 1875 i Stockholm, död 18 december 1947 i Helsingfors, var en svensk skådespelerska.

## Biografi
Elsa von Friesendorff föddes 1875 i Stockholm. Hon var dotter till grosshandlaren Johan Edvard Friberg och Ida Eleonora Josefina Carlsson i Stockholm. von Friesendorff var från 1895 till 1896 anställd hos Albert Ranft och från 1896 vid Södra teatern i Stockholm.
Hon innehade bland annat rollerna som Den sköna Melusina, Vasantasena och Paula i Cornelius Voss.

### Familj
von Friesendorff gifte sig 2 augusti 1902 med Hjalmar Carl August von Friesendorff (1874–1952), son till civilingenjören Gustaf Fredrik August von Friesendorff och Anna Concordia Hamberg. De fick tillsammans barnen Harriet Anna Eleonora von Friesendorff (född 1903) som var gift med civilingenjören Bertil Alfred Ljungström och Henrik Carl Gustaf von Friesendorff (1905–1922).